# SpadFS
SpadFS — экспериментальная файловая система для ядра Linux, разработанная Микулашем Паточкой (Mikuláš Patočka), представленная в конце 2006 года. «Spad» — это вымышленная Паточкой аббревиатура на чешском языке System pro Psychopaty A Debily (Система для психопатов и дебилов). SpadFS представляет собой попытку объединить функции продвинутых файловых систем (восстановление после сбоя, быстрые каталоги и т. д.) и хорошую производительность без увеличения сложности кода. Она использует учет аварий вместо журналирования (потому что ведение журнала является слишком сложным и подверженным ошибкам), и использует хеш вместо B-деревьев для организации каталога. SpadFS также отличается от традиционных файловых систем хранением inode вместе с записями их каталога. Согласно докторской диссертации Паточки, файловая система тестировалась на поисковом движке с 1Тб RAID-массивом.

## Цель
SpadFS — создание современной файловой системы без лишних усложнений и роста кодовой базы. Из возможностей можно отметить:
- для быстрого восстановления целостности после краха, вместо журналирования, используется технология «crash counts»;
- максимальный размер раздела до 144 Пбайт;
- плавающий размер блоков, начиная с 512 байт;
- хеширование содержимого каталогов (нет проблем с производительностью для каталогов с огромным числом файлов).